# Paquet de programes
Un paquet de programes és un conjunt de programes informàtics relacionats, sovint comparteixen una interfície d'usuari més o menys comú i una certa facilitat d'intercanviar dades entre els elements. Un paquet de programes no consta d'un sol fitxer executable, sinó de diversos d'executables, o d'un fitxer executable amb extensions que s'hi poden afegir més tard. També es diu paquet informàtic o paquet d'aplicacions.
Un dels més populars són els paquets ofimàtics que combinen un processador de texts, un full càlcul, un agenda, una base de dades d'adreces…

## Característiques

### Avantatges
- Menor cost de comprar els programaris individuals
- Interfície d'usuari (GUI) comú o similars
- Facilitat per treballar conjuntament

### Desavantatges
- Contenen moltes funcionalitats i no totes s'utilitzen
- Ocupen molt espai en l'equip (bloatware)

## Tipus de paquets
- Paquet ofimàtic
- Paquet d'Internet
- Paquet gràfic
- Entorn integrat de desenvolupament (IDE)